# 山梨県立上野原高等学校
山梨県立上野原高等学校（やまなしけんりつ うえのはらこうとうがっこう）は、山梨県上野原市八ッ沢に所在する公立の高等学校。

## 設置学科
- 総合学科
  - 人文語学科目群
  - 社会国際科目群
  - 理工科目群
  - 福祉健康科目群
  - 芸術服飾科目群
  - 情報メディア科目群

## 部活動
体育系
- 野球部
- 弓道部
- 陸上部
- 剣道部
- 体操部
- サッカー部
- ソフトテニス部（女子・男子）
- テニス部（女子）
- バレーボール部（女子）
- バスケットボール部（女子・男子）
- 卓球部

文化系
- 科学部
- 華道部
- JRC
- 書道部
- 吹奏楽部
- 美術部
- 演劇部
- 服飾デザイン部
- 写真同好会

## 年間行事
- 4月-始業式、入学式、1年校外学習、1年生歓迎会
- 5月-生徒総会
- 6月-七葉祭（文化）、県総合体育大会
- 7月-七葉祭（体育）、夏季休業
- 8月-高校説明会・体験入学、夏季休業、校内英語暗唱大会
- 9月-生徒会役員選挙、2年修学旅行
- 10月-後期始業式
- 11月-強歩大会、学校創立記念日
- 12月-生徒総会、終業式
- 1月
- 2月-百人一首大会
- 3月-卒業式、海外語学研修（オーストラリア）、終了式

## 出身者
- 溝呂木賢